# Karl Lambert
Karl Karlovitch comte Lambert (en russe : Карл Карлович Ламберт) (octobre 1815 – 20 juillet 1865) est un général de cavalerie russe, vice-roi de Pologne d'août 1861 à avril 1862.

## Famille
Son père est Charles de Lambert (1773-1843), son épouse est Margueritte Stnislavov, née comtesse Lancôme et eut un fils Alexandre Lambert. Son beau-frère, Joseph Karlovitch (1809-1879) était général de cavalerie.

## Carrière
Il entre au Corps des Pages, en sort le 2 octobre 1833 comme cornette dans le régiment des cuirassiers gardes du Tsarévitch où il passe lieutenant le 28 janvier 1836 avant d'être transféré au Régiment des chevaliers-gardes.
De 1840 à 1844 il sert dans les Guerres du Caucase où il passe colonel.  
En 1853 il commande les Chevaliers Gardes puis en décembre 1854 commande la 1re brigade de la Garde.
Il connaissait Alexandre II qui lui donne le 6 août 1861 la fonction de vice-roi de Pologne, le commandement de 1re armée et le nomme au Conseil d'État. Il y déclare la loi martiale le 14 octobre 1861, mais part de ce poste le 22 avril 1862 pour cause de santé, il finira sa vie à Madère où il soignera sa tuberculose.